# Cliff Williams
Clifford Williams (nascido em 14 de dezembro de 1949) é um baixista britânico que é membro da banda australiana de hard rock AC/DC como o baixista e cantor de apoio a partir de 1977, exceto por uma breve aposentadoria de 2016 a 2018. Começou sua carreira musical em 1967 e pertenceu anteriormente às bandas britânicas Home e Bandit. Seu primeiro álbum de estúdio com o AC/DC foi Powerage de 1978. Foi introduzido junto ao grupo no Rock and Roll Hall of Fame dos Estados Unidos em 2003. Seu estilo musical é conhecido por linhas básicas de baixo que seguem o ritmo da guitarra; sua técnica é centrada em downpicking com uso ocasional de pizzicato. Para os concertos ao vivo, tem como marca registrada os instrumentos da Music Man, encordoados pela D'Addario. Seus projetos paralelos, enquanto membro do AC/DC, incluem concertos beneficentes, além de tocar com Emir & Frozen Camels no álbum San (2002) e numa turnê européia. Sua "última" participação como baixista dos AC/DC foi em setembro de 2016 ainda no decorrer da turnê Rock or Bust, Porém retornou à banda em 2020, após o lançamento do álbum Power Up.

## Biografia

### Início da carreira
Cliff Williams nasceu em 14 de dezembro de 1949, em Romford, Essex, nos arredores de Londres. Sua família mudou-se para Hoylake, perto de Liverpool, em 1961, onde foi influenciado pelo movimento merseybeat local e decidiu tornar-se um músico de rock. Aos 13 anos, ele e alguns amigos formaram uma banda. Williams listou os Rolling Stones, os Kinks e músicos de blues, tais como Bo Diddley, como influências para o seu estilo. Aprendeu a tocar baixo principalmente por "ouvir discos e escolher as notas", com formação limitada a algumas lições de um baixista profissional de Liverpool. Williams deixou a escola quando tinha 16 anos de idade, tornando-se um engenheiro de dia e músico de noite.
Em 1966 tornou-se um músico profissional e mudou-se para Londres, onde trabalhou em um local de demolição e em supermercados, tocando em bandas de curta duração. Conheceu o guitarrista Laurie Wisefield (mais tarde membro do Wishbone Ash), e os dois tornaram-se membros de uma banda, Sugar, que logo se desfez.
Em 1970, Williams e Wisefield juntaram-se com o cantor Mick Stubbs, o tecladista Clive John e o baterista Mick Cook para formar o grupo de rock progressivo Home. A banda assinou um contrato de gravação com a Epic Records e lançou seu LP de estreia, Pause for a Hoarse Horse, em 1971. O Home foi banda de apoio de Jeff Beck, Mott the Hoople, The Faces e do Led Zeppelin. Em 1972, Jim Anderson substituiu John nos teclados e o Home lançou um álbum auto-intitulado, com um único single de sucesso, "Dreamer", que alcançou a posição de número 41 na parada de álbuns do Reino Unido. Seu próximo álbum, The Alchemist, foi lançado no ano seguinte, mas não obteve sucesso nas paradas. Quando o cantor e compositor britânico de folk Al Stewart sugeriu voltar ao Home em sua primeira turnê americana em março de 1974, Mick Stubbs saiu do grupo. O resto dos membros tornaram-se a banda de Al Stewart, mas separaram-se depois da turnê.
Williams tocou brevemente com o American Band Stars antes de formar o Bandit, em 1974. A formação do Bandit incluía o vocalista Jim Diamond e o baterista Graham Broad (mais tarde, no Bucks Fizz e na banda de Roger Waters). O grupo assinou com a Arista Records e lançou um álbum auto-intitulado em 1977. O Bandit também tocou como banda de apoio de Alexis Korner em seu disco The Lost Album de 1977, antes de separarem-se no final daquele ano.

### AC/DC

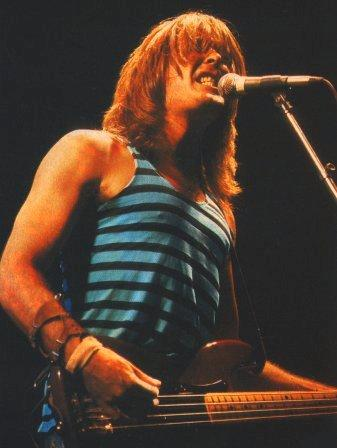
Williams em concerto com o AC/DC em 1981.

Ainda em 1977, considerou aposentar-se da música quando o Bandit se dissolveu, mas um dos guitarristas do grupo, Jimmy Litherland, o convenceu a fazer um teste para o grupo australiano AC/DC. Eles estavam procurando um baixista já que Mark Evans foi demitido logo após a gravação do álbum de estúdio Let There Be Rock, lançado naquele ano. O AC/DC foi formado na Austrália em 1973 e em meados de 1977 era composta por Malcolm Young na guitarra base e vocais de apoio ao lado de seu irmão Angus Young na guitarra principal, Phil Rudd na bateria e Bon Scott nos vocais. Williams disse que logo após ser informado sobre as audições do AC/DC, viu a banda no Top of the Pops e reagiu positivamente, descrevendo-os como "ultrajantes".
Para sua audição, Williams tocou quatro sessões com a banda, e em 27 de maio de 1977, ele foi convidado a se juntar ao AC/DC. Angus declarou que foi parcialmente motivado porque ele pensou que a boa aparência do baixista iria atrair mais mulheres para os seus concertos. Como Williams estava substituindo um músico australiano, houve complicações que resultaram em problemas na obtenção de um visto de trabalho para entrar no país. Suas primeiras performances de apoio com o AC/DC foram na turnê Let There Be Rock, com dois shows secretos no Lifesaver de Sydney. O álbum Powerage (1978), produzido por Vanda & Young, marcou sua estreia no estúdio. O músico permaneceu no AC/DC a partir desse momento até 2016, com apenas um afastamento temporário em 1991, quando sofreu uma infecção renal, durante a qual Paul Greg teve que tocar baixo em alguns concertos da América do Norte na turnê Razors Borda World Tour. Os únicos membros que passaram mais tempo com a banda são os irmãos Young. Além de tocar baixo, também faz vocais de apoio com Malcolm. Seus álbuns favoritos com a banda são Powerage e Back in Black.

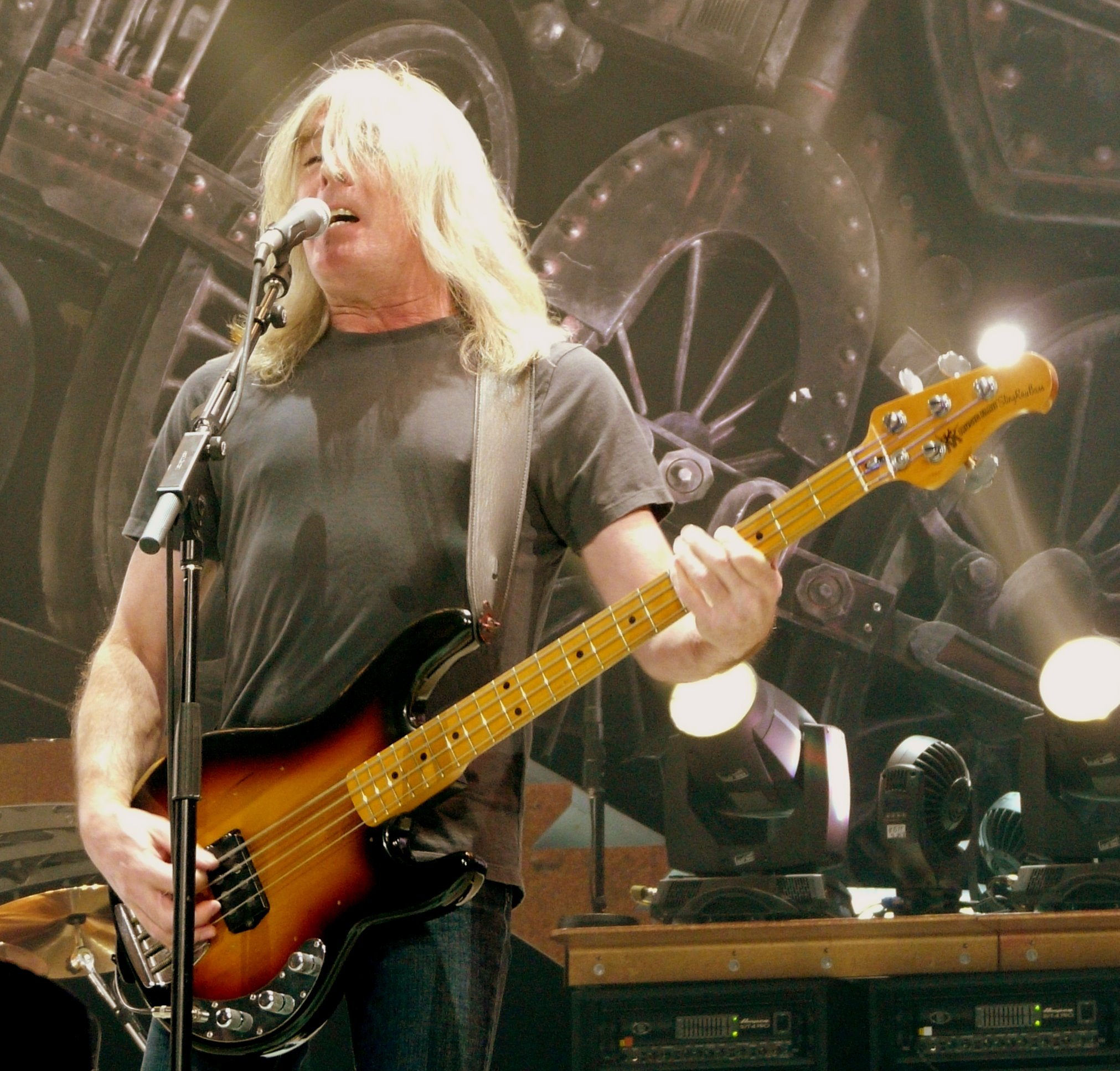
Cliff Williams se apresentando com o AC/DC em 23 de novembro de 2008 em Saint Paul, Minnesota.

Williams anunciou seus planos para se aposentar da indústria da música em 7 de julho de 2016, após a turnê Rock or Bust World Tour, uma série de shows cujo concerto final estava marcado para setembro daquele ano. Ele citou o sentimento de que o AC/DC agora era "um animal mudado" com as recentes saídas de vários membros da banda. Malcolm Young não pôde mais contribuir devido a demência, Phil Rudd não pôde sair em turnê por estar em prisão domiciliar e o vocalista Brian Johnson (substituto de Bon Scott) foi forçado a se retirar devido a problemas auditivos.
Foi levado para a frente do palco por Angus Young para se curvar durante sua última apresentação do grupo, no Wells Fargo Center, na Filadélfia.

### Vida pessoal
Sua esposa Georganne é americana do estado do Colorado. Depois que casaram-se em 1980, mudou-se definitivamente para os Estados Unidos. Inicialmente o casal viveu no Havaí, mas Williams sentiu que as ilhas eram muito isoladas e sentiu que o sistema escolar era deficiente. Em 1986 mudaram-se para Fort Myers, na Flórida, seguindo uma sugestão do colega Brian Johnson, que mora nas proximidades, em Sarasota. O casal tem dois filhos: Erin (nascida em 1985), uma modelo e atriz com o nome de Erin Lucas, e Luke (nascido em 1986). Seus hobbies incluem a pesca e voo amador. Também é enófilo.

## Outros projetos
Em 1984 tocou baixo e fez vocais de apoio na canção "I Want My Heavy Metal", de Adam Bomb, para o álbum Fatal Attraction. Durante o hiato do AC/DC na década de 2000, Williams juntou-se a banda de músicos bósnios Emir & Frozen Camels, de Emir Bukovica. O grupo gravou o álbum San em 2002 e tocaram em alguns clubes europeus. Em 2005, junto ao vocalista do AC/DC Brian Johnson, tocaram em um evento de socorro dos furacões na Flórida, promovido pela Fundação John Entwistle. Lá Williams conheceu o baterista Steve Luongo, presidente da fundação e ex-membro da banda de John Entwistle. Luongo mais tarde trouxe Williams, Johnson e guitarrista Mark Hitt para o projeto de caridade Classic Rock Cares. O quarteto compôs e gravou dez faixas no estúdio em 2007, e seguiu com uma turnê para arrecadar fundos para a fundação. Em 2011 tocou em um concerto beneficente organizado por Mark Farner. Williams disse que também toca ocasionalmente com uma banda de rhythm and blues de Fort Myers chamada The Juice.

## Elogios
Desde que entrou para a banda, o AC/DC foi introduzido no Hall da Fame da Associação da Indústria de Gravação da Austrália (em 1988), e o Rock and Roll Hall of Fame (em 2003). Em 1982, os leitores da revista Kerrang! votaram nele como o melhor baixista do ano.

## Estilo
Não é a linha que conta, é a sensação. Minha música favorita do AC/DC para tocar é "Down Payment Blues", porque é tão simples. Eu toco quatro notas ao longo da música, mas eu saio na coisa toda – eu não toco distante.

 —Williams sobre sua técnica musical
A função de Cliff Williams no AC/DC é fornecer uma constante mas básica linha de baixo que segue a guitarra rítmica de Malcolm Young, que consiste principalmente em colcheias. Suas linhas de baixo são por vezes escritas por Malcolm e Angus Young durante a composição, e em outras vezes Williams as desenvolve com base nas outras faixas instrumentais. Williams disse que toca "a mesma coisa em cada música, em sua maior parte. Na música do AC/DC, a canção é mais importante do que a parte de qualquer indivíduo nela." Ele acrescentou que "complexas faixas [de baixo] não acrescentariam nada a uma banda de guitarra como a nossa, então eu tento criar uma camada inferior que direciona o que nossos caras estão fazendo em cima." Williams não tem dificuldade em manter seu perfil inferior dentro da banda, declarando que "eu não tenho qualquer problema em fazer isso, porque gosto de tocar com simplicidade. Nunca me sinto irritado ou um prisioneiro." Sua técnica é principalmente centrada em torno do downpicking, com uso ocasional de pizzicato para silenciar as cordas, o que, segundo ele, "adiciona mais definição e aperta as notas, e proporciona ao som menos sustentação".

## Equipamento
Seu instrumento de marca registrada é o StingRay e outros baixos da Music Man, encordoado com flatwounds (.045, .065, .085, .105.) da D'Addario no estúdio e roundwounds XLs no palco. Williams afirma que, apesar de tentar outros baixos ao longo dos anos, ele sempre voltava aos instrumentos do Music Man, que descreveu como "um tremendo trabalho de cavalo com um baixo". Outros baixos usados incluem a Fender Precision, a Gibson Thunderbird não inversa, Fender Jazz Bass, a Steinberger L-series, uma Gibson EB-3 e pelo menos dois contrabaixos LAG Custom. Usava três gabinetes Ampeg SVT-810E com 2 cabeças SVT-4PRO, mas caso existisse alguma interferência nos sistemas sem fio, usava cabos em suas apresentações ao vivo.